# Ravi (Fluss)
Der etwa 725 km lange Ravi (Hindi रावी Rāvī; Panjabi ਰਾਵੀ; Urdu راوی) ist ein Fluss in Nordindien und Pakistan. Er ist einer der fünf Flüsse, die dem Panjab („Fünfstromland“) seinen Namen gaben.

## Verlauf
Der Ravi entspringt im Pir Panjal nördlich des Hanuman Tibba im indischen Bundesstaat Himachal Pradesh. Von dort fließt er in westlicher Richtung durch den Distrikt Kangra. An der Einmündung der Baira befindet sich die Chamera-Talsperre (⊙). Der Ravi wendet sich in der Nähe der Stadt Chamba im Distrikt Chamba in Richtung Südwesten. Als Nächstes fließt er einige Kilometer an der Grenze zwischen Pakistan und Indien entlang, bevor er auf pakistanisches Gebiet kommt. Ca. 50 km nordöstlich von Multan mündet der Ravi von Osten in den Chanab, der sich kurz vor seiner Mündung in den Indus mit dem Satluj vereinigt. Die größte Stadt am Ravi ist Lahore.

## Geschichte
In den Gesichtskreis der antiken Griechen kam der Ravi erst durch deren Teilnahme am Alexanderzug, in dessen Rahmen der Makedonenkönig Alexander der Große von 326–325 v. Chr. Indien durchzog. Die griechische Bezeichnung für den Fluss lautete Hydraotes oder Hyarotis. Während seines Feldzugs gegen die Maller hatte Alexander am Hydraotes Kämpfe gegen dieses antike indische Volk zu führen und befuhr dann den Unterlauf ein kurzes Stück bis zur Einmündung in den Akesines (heute Chanab).

## Nutzung
Die Nutzung des Wassers des Ravi ist zwischen den beiden Staaten im Indus-Wasservertrag geregelt. Indien reguliert den Fluss mit Staudämmen, mitunter ist er deshalb in seinem Unterlauf ohne Wasser. Der Ravi wird in der Ranjit-Sagar-Talsperre (⊙) zu einem Stausee aufgestaut. Weiter flussabwärts befindet sich der Shahpur-Kandi-Damm (⊙) und der Madhopur-Damm (⊙). An diesen Staudämmen wird ein Teil des Wassers in Kanälen abgeleitet.